# HC Stříbro 06
HC Stříbro 06 (celým názvem: Hockey Club Stříbro 06) je český klub ledního hokeje, který sídlí ve městě Stříbro v Plzeňském kraji. Založen byl v roce 2006. Od sezóny 2017/18 působí v Plzeňské krajské soutěži – sk. C, sedmé české nejvyšší soutěži ledního hokeje. Klubové barvy jsou zelená, černá a bílá.
Své domácí zápasy odehrává na zimním stadionu Stříbro.

## Přehled ligové účasti
Stručný přehled
Zdroj:
- 2010–2011: Plzeňská krajská soutěž – sk. C (7. ligová úroveň v České republice)
- 2011–2012: Plzeňská krajská soutěž – sk. D (8. ligová úroveň v České republice)
- 2012–2013: Plzeňská krajská soutěž – sk. C (7. ligová úroveň v České republice)
- 2013–2017: Plzeňská krajská soutěž – sk. B (6. ligová úroveň v České republice)
- 2017– : Plzeňská krajská soutěž – sk. C (7. ligová úroveň v České republice)

Jednotlivé ročníky
Zdroj:
Legenda: ZČ – základní část, červené podbarvení – sestup, zelené podbarvení – postup, fialové podbarvení – reorganizace, změna skupiny či soutěže
| Česko (2010 – ) |                                 |           |           |                                     |          |
| Sezóny          | Soutěž                          | Úroveň    | ZČ        | Play-off, nadstavba, sk. o udržení… | Poznámky |
| 2010/11         | Plzeňská krajská soutěž – sk. C | 7. úroveň | 6. místo  |                                     | Sestup   |
| 2011/12         | Plzeňská krajská soutěž – sk. D | 8. úroveň | 1. místo  | Vítěz                               | Postup   |
| 2012/13         | Plzeňská krajská soutěž – sk. C | 7. úroveň | 5. místo  | Finále                              | Postup   |
| 2013/14         | Plzeňská krajská soutěž – sk. B | 6. úroveň | 8. místo  | Semifinále                          |          |
| 2014/15         | Plzeňská krajská soutěž – sk. B | 6. úroveň | 9. místo  |                                     |          |
| 2015/16         | Plzeňská krajská soutěž – sk. B | 6. úroveň | 8. místo  |                                     |          |
| 2016/17         | Plzeňská krajská soutěž – sk. B | 6. úroveň | 13. místo |                                     | Sestup   |
| 2017/18         | Plzeňská krajská soutěž – sk. C | 7. úroveň | 1. místo  |                                     |          |
| 2018/19         | Plzeňská krajská soutěž – sk. C | 7. úroveň |           |                                     |          |